# Novi Pazar (Serbie)
Pour les articles homonymes, voir Novi Pazar.
Novi Pazar (en serbe cyrillique : Нови Пазар), « le nouveau marché », est une ville de Serbie qui fait partie du district de Raška. Au recensement de 2011, la ville intra muros comptait 60 638 habitants et son territoire métropolitain, appelé ville de Novi Pazar (Град Нови Пазар et Grad Novi Pazar), 92 766.
La ville, comme le territoire métropolitain dont elle est le centre, est habitée par une majorité de Bosniaques.

## Géographie

### Situation, topographie, hydrologie
Novi Pazar est située au sud-ouest de la Serbie centrale, à proximité de la frontière avec le Kosovo. Elle se trouve dans la chaîne montagneuse du Zlatar, à une altitude de 496 m. Elle est entourée par les monts Golija au nord et Kopaonik à l'est. À proximité immédiate de la ville s'élèvent les monts Rogozna (1 504 m) à l'est, Hum (1 756 m) au sud-est, Jarut (1 428 m) et Ninaja (1 362 m) à l'ouest. Toutes ces montagnes, à l'exception du Kopaonik, font partie des Alpes dinariques. Au sud-ouest de Novi Pazar s'étend le plateau de Pešter, qui s'élève à une altitude comprise entre 900  et   1 200 m, où a été enregistrée une température de −39,5 °C, la plus basse jamais mesurée en Serbie.

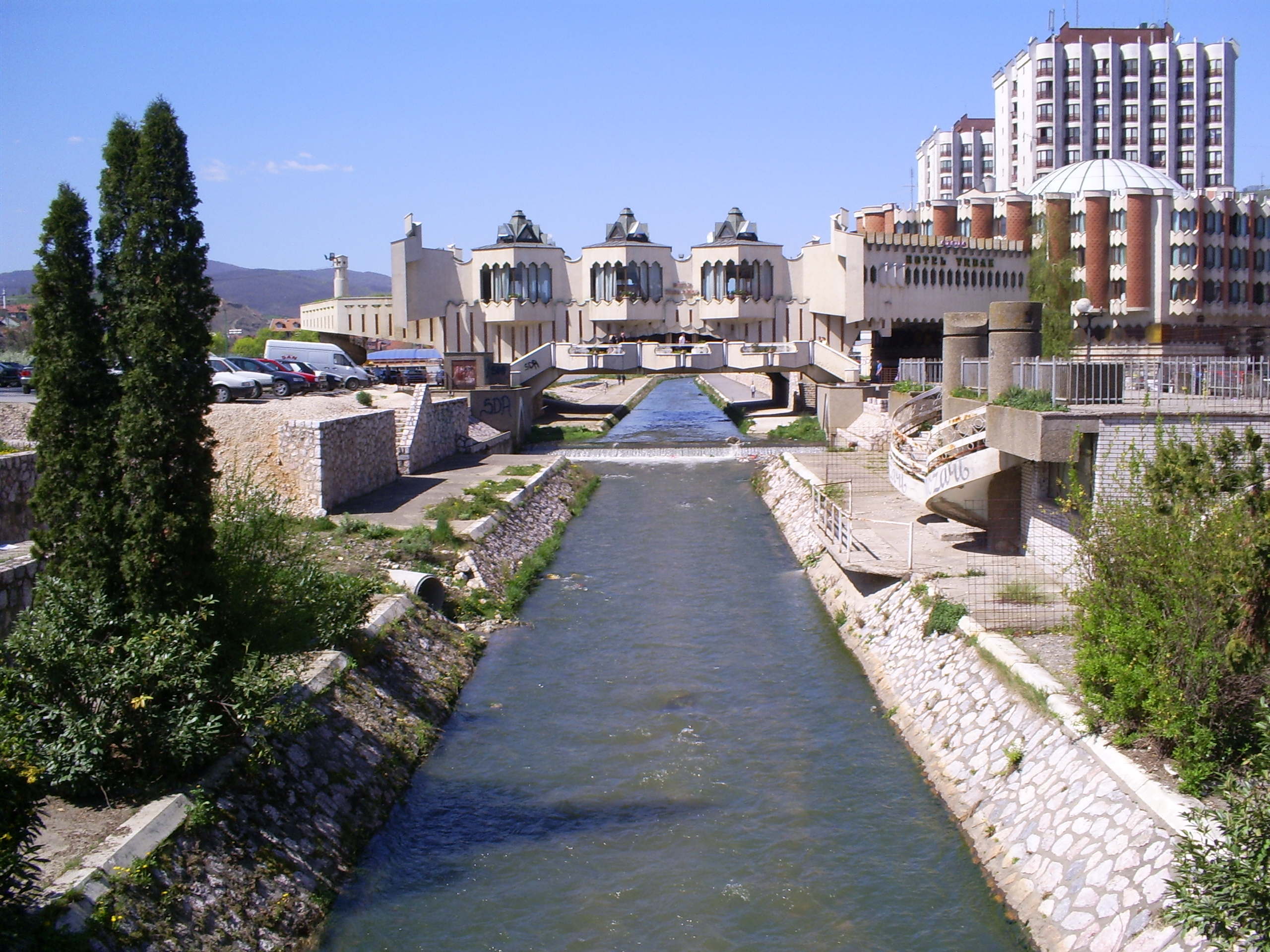
La Raška à Novi Pazar.

Novi Pazar est située sur les bords de la rivière Raška, qui est un sous-affluent du Danube par l'Ibar. D'autres rivières parcourent le territoire de la Ville comme la Jošanica, la Deževka et la Ljudska.
La ville de Novi Pazar est entourée par les municipalités de Sjenica et Tutin à l'ouest, Zubin Potok (au Kosovo) au sud, Zvečan et Leposavić (Kosovo) à l'est, Ivanjica et Raška au nord.

### Climat
Le climat de Novi Pazar, comme celui de sa région, avec des variations locales, est mesuré à la station météorologique de Kraljevo, située à 215 m d'altitude et qui enregistre des données depuis 1890 (coordonnées 43° 42′ N, 20° 42′ E). Globalement, Novi Pazar jouit d'un climat continental modéré, avec des variations dues à l'altitude.
La température maximale jamais enregistrée à la station a été de 44,3 °C le 22 juillet 1939 et la température la plus basse a été de −27,1 °C le 17 février 1956. Le record de précipitations enregistré en une journée a été de 124,1 mm le 25 mai 1968. La couverture neigeuse la plus importante a été de 90 cm le 23 février 1954.
Pour la période de 1961 à 1990, les moyennes de température et de précipitations s'établissaient de la manière suivante :
| Mois                                       | Janv | Fév  | Mars | Avr  | Mai  | Juin | Juil | Août | Sept | Oct  | Nov  | Déc  | Année |
| ------------------------------------------ | ---- | ---- | ---- | ---- | ---- | ---- | ---- | ---- | ---- | ---- | ---- | ---- | ----- |
| Températures maximales moyennes (°C)       | 3,3  | 6,8  | 12,0 | 17,7 | 22,3 | 25,2 | 27,3 | 27,5 | 23,9 | 18,0 | 11,0 | 5,0  | 16,7  |
| Températures moyennes (°C)                 | -0,5 | 2,3  | 6,5  | 11,7 | 16,2 | 19,1 | 20,8 | 20,4 | 16,8 | 11,5 | 6,2  | 1,4  | 11,0  |
| Températures minimales moyennes (°C)       | -4,3 | -1,7 | 1,4  | 5,7  | 10,1 | 13,1 | 14,2 | 13,7 | 10,6 | 6,0  | 1,9  | -2,1 | 5,7   |
| Moyennes mensuelles de précipitations (mm) | 53,6 | 49,1 | 53,3 | 60,5 | 91,7 | 96,0 | 75,6 | 57,0 | 57,5 | 45,8 | 60,1 | 60,8 | 761   |

Plus précisément, le climat du territoire de la ville de Novi Pazar se répartit en trois zones : un climat de montagne dans les parties les plus élevées du secteur, un climat continental modéré dans les vallées de l'Ibar, du Lim et de leurs affluents et un climat intermédiaire modéré pour les hauts plateaux situés entre ces deux zones. À Novi Pazar intra muros, la moyenne annuelle des températures et de −1,4 °C en janvier et de 19,1 °C en juillet. On y relève 114 jours de gel par an. La moyenne annuelle des précipitations y est de 627,4 mm.

## Histoire

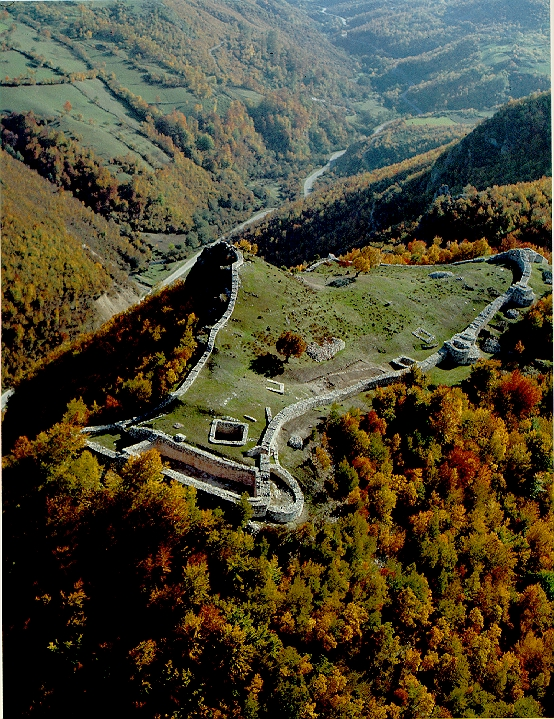
Le site de Stari Ras

Novi Pazar est situé à 8 km de l'ancienne ville de Ras. Cette cité médiévale, située au confluent de la Raška et de l’Ibar, fut fondée au IXe siècle et devint la capitale de la principauté serbe de Rascie, du XIIe au XIVe siècle, ; elle connut un important développement grâce au commerce. En 1260, à proximité de Ras, le roi Uroš Ier fonda le monastère de Sopoćani, l'un des plus importants monastères orthodoxes de Serbie.

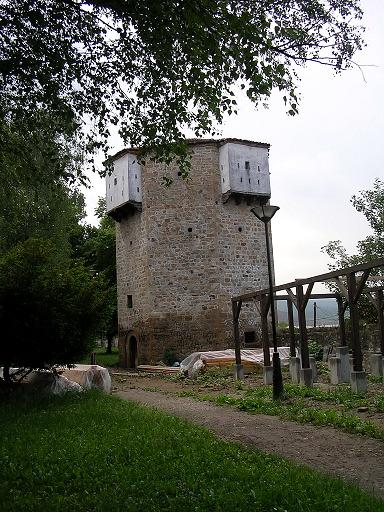
Vestige de la forteresse de Novi Pazar

Le XIVe siècle fut, pour cette partie des Balkans, marqué par l'arrivée des Ottomans, qui, au milieu du XVe siècle, se rendirent maîtres de la majeure partie de la Serbie médiévale. En 1455, le sultan Mehmed II « le Conquérant », qui venait de prendre Constantinople, signa un traité avec le despote serbe Đurađ Branković. Aux termes de cet accord, l'ancienne Rascie (Raška) devint officiellement une terre ottomane. La région de Novi Pazar fut alors intégrée au krajište de Skopje (en serbe : Skopsko krajište), un krajište désignant une zone frontière de l'Empire ottoman. Novi Pazar fut fondée par Isa-bey Isaković, entre 1449 et 1461, qui y construisit également une forteresse. En 1459, cette nouvelle cité, construite à quelques kilomètres de l'ancienne capitale de la Rascie, reçut la visite du sultan Mehmed II Fatih. En 1463, fut créé le Sandjak de Bosnie (Bosanski Sandžak),, le sandjak étant la subdivision d'une province (eyalet ou pachalik) de l'Empire ; Novi Pazar fut intégrée dans cet ensemble, en même temps que la ville voisine de Sjenica. En 1485, Novi Pazar devint le siège d'un kaliduk, une subdivision du sandjak. En 1580, le Sandjak de Bosnie fut transformé en pachalik, intégrant toute la région de Novi Pazar. La présence turque s'accompagna d'une islamisation progressive de la population, ce dont témoigne, par exemple, la construction de la mosquée Altun-alem à Novi Pazar, édifiée entre 1516 et 1528. La ville, située au carrefour de routes venant de Raguse (Dubrovnik), de Niš, de Sofia, d'Istanbul, de Salonique (Thessaloniki), de Sarajevo, de Belgrade et de Budapest, devint une riche ville marchande. En 1664, le voyageur ottoman Evliya Çelebi note que Novi Pazar est l'une des cités les plus peuplées des Balkans.
À la fin du XVIIe siècle, Novi Pazar fut touchée par les soubresauts de la grande guerre de Vienne (1683-1699). À la fin de 1689, les Autrichiens parvenus jusqu'à Skopje contraignirent le patriarche de l'Église orthodoxe serbe, Arsenije III Čarnojević, qui se trouvait au Monténégro, de revenir à Peć pour leur apporter son soutien officiel, soutien que l'archevêque catholique albanais de Prizren leur apportait depuis le 6 novembre. L'armée autrichienne et ses 2 000 alliés albanais et serbes réussirent à s'emparer de Novi Pazar,. Mais après leur déroute à Kaçanik le 1er janvier 1690, les Turcs reprirent la région et pratiquèrent une politique de représailles contre les chrétiens. Le monastère de Sopoćani fut incendié ; les moines s'enfuirent, emportant avec eux au Kosovo d’importantes reliques puis le monastère resta à l'abandon[réf. nécessaire]. Novi Pazar fut encore impliquée dans la quatrième guerre austro-turque (1736-1739) : les insurgés serbes qui se battaient aux côtés des Autrichiens s'emparèrent de la ville en juillet 1737, mais leur défaite le 4 août à Banja Luka les força à se retirer,. Au cours de la guerre austro-turque de 1788-1791, à l'époque de l'éphémère Krajina de Koča, le futur chef du premier soulèvement serbe contre les Turcs, Karađorđe (Karageorges), participa à la révolte et, avec ses troupes, il atteignit Novi Pazar. En 1790, après l'échec de ces diverses tentatives de reconquête, les Ottomans créèrent le Sandjak de Novipazar, une subdivision du Pachalik de Bosnie qui étendait son influence sur tout le massif de Zlatar et, notamment, sur les villes de Nova Varoš, Prijepolje et Sjenica. L'actuelle région géographique du Sandjak (en serbe : Санџак ou Sandžak) doit son nom à cette province historique.

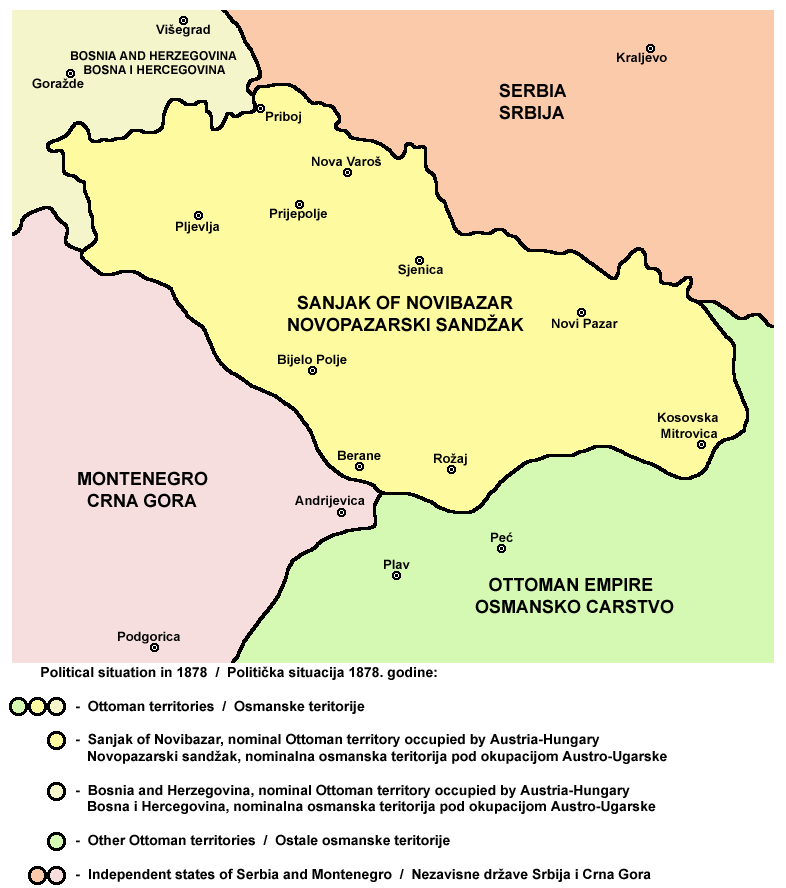
Le Sandjak de Novipazar en 1878

Au début du XIXe siècle, tandis que le nord de l'actuelle Serbie centrale acquérait son autonomie, officiellement reconnue par la Sublime Porte en 1833, la région de Novi Pazar restait une possession ottomane. La guerre russo-turque de 1877-1878, à laquelle participa la Serbie, eut des conséquences pour le Sandjak de Novipazar. Gagnée par la Russie et ses alliés, la guerre se conclut par le traité de Berlin, qui donnait à l'Empire austro-hongrois l'autorisation d'installer des troupes en Bosnie et en Herzégovine, à condition que ces provinces restent ottomanes. De ce fait, Novi Pazar et sa région passèrent sous contrôle autrichien, malgré les revendications serbes sur ce secteur. En 1908, l'Autriche-Hongrie annexa la Bosnie et l'Herzégovine, en dépit des clauses du traité de Berlin ; en revanche, dès 1909, le Sandjak de Novipazar fut restitué à l'Empire ottoman[réf. nécessaire] et le secteur ne redevint serbe qu'à l'issue des guerres des Balkans (1912-1913).
Après la Première Guerre mondiale, Novi Pazar fit partie du royaume de Yougoslavie. À partir de cette époque, la ville perdit progressivement de son importance.

### Novi Pazar et la littérature
Dans les années 1930, le philologue Milman Parry, assisté de son disciple Albert Lord, étudièrent les bardes de la région de Novi Pazar. Ceux-ci se montraient capables de retenir des milliers de vers d'épopée, tout en étant illettrés. Le sujet de ces chants était principalement la défaite serbe du Champ des merles contre les Ottomans en 1389. Les deux savants consignèrent ces épopées dans les Serbocroatian Heroic Songs (Chants héroïques serbo-croates), œuvre pionnière dans l'étude des traditions orales. En étudiant la technique de mémorisation et de récitation, Parry et Lord découvrirent ce qu'ils appelèrent le « style formulaire », clef de la compréhension des textes homériques.

## Organisation administrative de la ville de Novi Pazar
Novi Pazar fait partie des 23 « villes » (au singulier : Град / Grad ; au pluriel : Градови / Gradovi) qui, en plus de Belgrade, sont officiellement définies par la loi sur l'organisation territoriale de la république de Serbie votée par l'Assemblée nationale du pays le 28 décembre 2007 ; cette entité territoriale porte le nom de ville de Novi Pazar (en serbe : Нови Пазар et Grad Novi Pazar) et comprend, outre la cité de Novi Pazar intra muros, tout son territoire métropolitain, qui compte 99 localités.

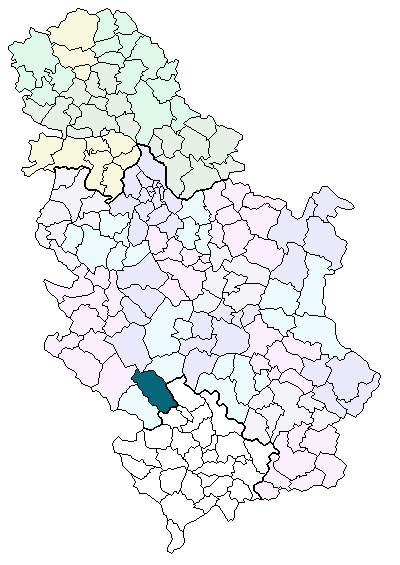
Localisation de la ville de Novi Pazar

## Localités de la ville de Novi Pazar
| - Aluloviće - Bajevica - Banja - Bare - Batnjik - Bekova - Bele Vode - Boturovina - Brđani - Brestovo - Verevo - Vever - Vidovo - Vitkoviće - Vojkoviće | - Vojniće - Vranovina - Vučiniće - Vučja Lokva - Golice - Gornja Tušimlja - Goševo - Građanoviće - Gračane - Grubetiće - Deževa - Dojinoviće - Dolac - Doljani - Dragočevo | - Dramiće - Žunjeviće - Zabrđe - Zlatare - Ivanča - Izbice - Jablanica - Javor - Janča - Jova - Kašalj - Kovačevo - Kožlje - Koprivnica - Kosuriće | - Kruševo - Kuzmičevo - Leča - Lopužnje - Lukare - Lukarsko Goševo - Lukocrevo - Miščiće - Mur - Muhovo - Negotinac - Novi Pazar - Odojeviće - Okose - Osaonica | - Osoje - Oholje - Pavlje - Paralovo - Pasji Potok - Pilareta - Pobrđe - Požega - Požežina - Polokce - Pope - Postenje - Prćenova - Pusta Tušimlja - Pustovlah | - Radaljica - Rajetiće - Rajkoviće - Rajčinoviće - Rajčinovićka Trnava - Rakovac - Rast - Sebečevo - Sitniče - Skukovo - Slatina - Smilov Laz - Srednja Tušimlja - Stradovo - Sudsko Selo | - Tenkovo - Trnava - Tunovo - Hotkovo - Cokoviće - Čašić Dolac - Šavci - Šaronje - Štitare |

En dehors de Novi Pazar, toutes les autres localités de la ville sont considérées comme des « villages » (село/selo).

## Démographie

### Novi Pazarintra muros

#### Évolution historique de la population
| 1948   | 1953   | 1961   | 1971   | 1981   | 1991   | 2002   | 2011   |
| ------ | ------ | ------ | ------ | ------ | ------ | ------ | ------ |
| 11 992 | 14 104 | 20 706 | 28 950 | 41 099 | 51 749 | 54 604 | 60 638 |

### Ville de Novi Pazar (ex-municipalité)

#### Évolution historique de la population
| 1948   | 1991   | 2002   | 2011   |
| ------ | ------ | ------ | ------ |
| 53 331 | 85 249 | 85 996 | 92 766 |

#### Répartition de la population par nationalités (2002)
La plupart des habitants qui, en 1991, se déclaraient Musulmans par nationalité se sont déclarés Bosniaques en 2002.
De nombreuses localités de la municipalité possèdent une majorité de peuplement bosniaque : Bajevica, Banja, Bele Vode, Brđani, Verevo, Vučja Lokva, Ivanča, Janča, Kožlje, Kruševo, Leča, Lukare, Lukarsko Goševo, Mur, Muhovo, 
Novi Pazar, Osoje, Oholje, Paralovo, Pobrđe, Požega, Rajčinoviće, Rajčinovićka Trnava, Sebečevo, Sitniče, Slatina, Trnava, Hotkovo et Čašić Dolac.
D'autres localités sont majoritairement peuplées par des Serbes : Aluloviće, Bare, Batnjik, Bekova, Boturovina, Brestovo, Vever, Vidovo, Vitkoviće, Vojkoviće, Vojniće, Vranovina, Vučiniće, Golice, Gornja Tušimlja, Goševo, Građanoviće, Gračane, Grubetiće, Deževa, Dojinoviće, Dolac, Doljani, Dragočevo, Dramiće, Žunjeviće, Zabrđe, Zlatare, Jablanica, Javor, Jova, Kašalj, Kovačevo, Koprivnica, Kosuriće, Kuzmičevo, Lopužnje, Lukocrevo, Miščiće, Negotinac, Odojeviće, Okose, Osaonica, Pavlje, Pasji Potok, Pilareta, Požežina, Polokce, Pope, Postenje, Prćenova, Pusta Tušimlja, Pustovlah, Radaljica, Rajetiće, Rajkoviće, Rakovac, Rast et Skukovo, Smilov Laz, Srednja Tušimlja, Stradovo, Sudsko Selo, Tenkovo, Tunovo, Cokoviće, Šaronje et Štitare.
Le village d'Izbice est peuplé par une majorité relative de Bosniaques et celui de Šavci par une majorité relative de Serbes.

## Religions
La ville de Novi Pazar est habitée par une nette majorité de musulmans.

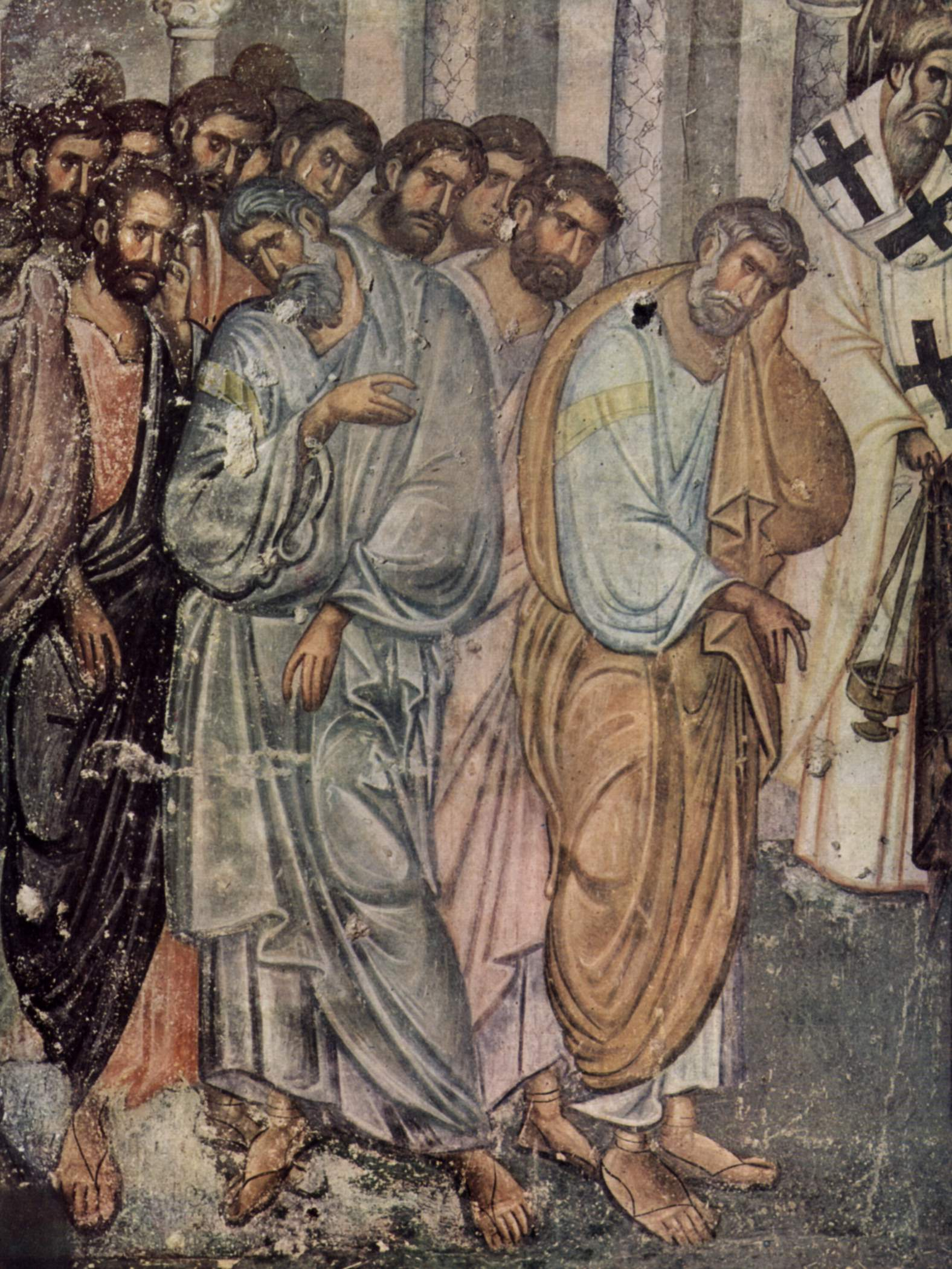
Détail de la fresque de la Dormition, Sopoćani

Novi Pazar est le centre de la communauté islamique en Serbie (en serbe : Islamska zajednica u Srbiji), dirigée par le mufti Muamer Zukorlić, qui est né en 1970 à Orlje près de Tutin et qui a effectué ses études de théologie à Constantine en Algérie ; cette communauté est l'une des deux communautés du pays avec la communauté islamique de Serbie (Islamska zajednica Srbije), dont le siège est à Belgrade. Cette double communauté est le résultat d'une scission qui remonte à 1993 ; cette année-là, Muamer Zukorlić s'est « autoproclamé » mufti de Novi Pazar et il reconnaît actuellement l'autorité suprême du grand mufti de Sarajevo Mustafa Cerić, tandis qu'à Belgrade a été créée la communauté islamique de Serbie, placée sous l'autorité du grand mufti Adem Zilkić. Novi Pazar abrite plusieurs mosquées, dont la mosquée Altun-alem construite au XVIe siècle, ainsi qu'une faculté d'études islamiques créée en 2001 à l'initiative de la communauté islamique du Sandžak.
Les Serbes orthodoxes représentent un cinquième de la population de la Ville. Novi Pazar dépend de l'éparchie de Ras et Prizren, dont le siège est à Prizren au Kosovo ; elle est dirigée par l'évêque Teodosije Šibalić, né en 1963. Des monastères aussi importants que ceux de Sopoćani et Đurđevi Stupovi, situés sur le territoire de la ville de Novi Pazar et classés au patrimoine mondial de l'UNESCO, relèvent de cette éparchie.
Novi Pazar a autrefois possédé une petite communauté juive, très active dans le commerce et les affaires, et qui fut décimée par les nazis. De leur présence, aujourd'hui réduite à néant, la ville conserve une synagogue désaffectée et en piètre état, ainsi qu'un cimetière classé,.

## Politique
Novi Pazar est au centre d'une région appelée Raška par les Serbes et Sandjak par ses habitants d'origine bosniaque. De nombreux partis politiques, ancrés dans la région, ont comme but de défendre les intérêts de la minorité bosniaque en Serbie. Parmi les plus importants figurent le Parti démocratique bosniaque du Sandžak d'Esad Džudžević, qui a son siège à Novi Pazar, ou encore le Parti d'action démocratique du Sandžak de Sulejman Ugljanin, l'ancien maire de Novi Pazar, ou encore le Parti social-libéral du Sandžak de Bajram Omeragić. Lors des élections législatives serbes de mai 2008, ces trois partis, ainsi que le Parti réformiste du Sandžak et le Parti social-démocrate du Sandžak, ont formé une coalition appelée Liste bosniaque pour un Sandžak européen dirigée par Sulejman Ugljanin ; cette liste a présenté 150 candidats et a remporté 2 sièges qui sont revenus à Esad Džudžević et à Bajram Omeragić,. Bajram Omeragić, originaire de Novi Pazar, a été élu vice-président du groupe des minorités au Parlement. Parallèlement, le 7 juillet 2008, Sulejman Ugljanin est devenu ministre sans portefeuille dans le gouvernement présidé par Mirko Cvetković.
Un autre parti défendant la minorité bosniaque est le Parti démocratique du Sandžak de Rasim Ljajić, originaire de Novi Pazar. À l'élection présidentielle serbe de 2008, ce parti a apporté son soutien au président sortant Boris Tadić dès le premier tour et, aux élections législatives de 2008, il s'est associé à la coalition « Pour une Serbie européenne » conduite par Dragoljub Mićunović, membre du Parti démocratique et soutenu par le président Tadić, ce qui a valu au parti quatre sièges de députés au Parlement. Parmi ces députés figure Munir Poturak, originaire de Novi Pazar.

### Élections locales de 2004
Aux élections locales serbes de 2004, les 47 sièges de l'Assemblée municipale de Novi Pazar se répartissaient de la manière suivante :
| Parti                                   | Sièges |
| --------------------------------------- | ------ |
| Liste pour le Sandžak                   | 22     |
| Parti démocratique du Sandžak           | 17     |
| Parti radical serbe                     | 3      |
| Parti pour le Sandžak                   | 3      |
| Alliance démocratique serbe (coalition) | 2      |

Sulejman Ugljanin, le chef du Parti d'action démocratique du Sandžak, a été élu président (maire) de la municipalité de Novi Pazar.

### Élections locales de 2008
En tant que Ville (en serbe : Град et Grad), Novi Pazar est désormais dotée d'un maire (gradonačelnik) à part entière élu pour quatre ans, qui exerce des fonctions représentatives et exécutives, ainsi que d’un gouvernement ou conseil municipal (en serbe : gradsko veće). Une assemblée municipale (skupština grada), composée de 61 membres, est élue pour quatre ans en même temps que le maire ; elle représente le pouvoir législatif de la ville.
À la suite des élections locales serbes de 2008, les 47 sièges de l'Assemblée municipale de la Ville' de Novi Pazar se répartissaient de la manière suivante, :
| Parti                                    | Sièges |
| ---------------------------------------- | ------ |
| Pour un Novi Pazar européen              | 23     |
| Liste bosniaque pour un Sandžak européen | 18     |
| Liste serbe unie                         | 6      |

Mirsad Đerlek, membre du Parti démocratique du Sandžak (SDP) de Rasim Ljajić, a été élu maire (gradonačelnik) de Novi Pazar, avec une majorité de 29 élus sur 47, mais il a démissionné peu après, laissant la place, à Meho Mahmutović, du même parti.

## Architecture

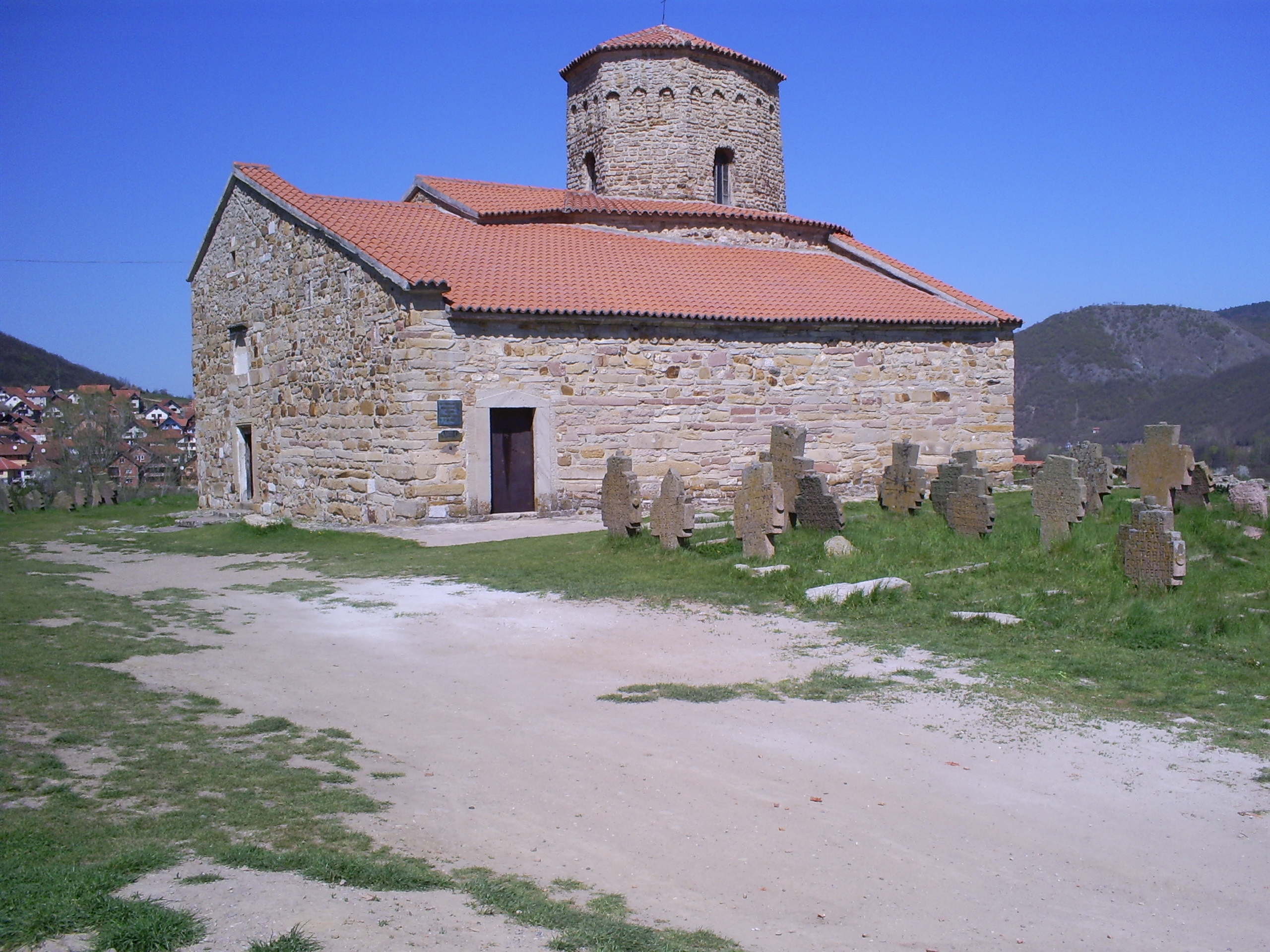
L'église Saint-Pierre de Ras, Xe siècle

Le territoire de la ville de Novi Pazar conserve un certain nombre d'édifices anciens, dont certains sont classés sur la liste des monuments culturels de Serbie.
Parmi les édifices les plus importants de la Ville figure l'église Saint-Pierre (en serbe : Petrova crkva) de Ras, qui remonte au Xe siècle, ce qui en fait l'une des plus anciennes de Serbie ; en 1979. L'église, ainsi que les vestiges médiévaux de cette cité, qui fut la capitale de la Rascie, ont été inscrits sur la liste du patrimoine mondial de l'UNESCO,. À 7 km de Novi Pazar se trouve également le monastère de Sopoćani, fondé en 1260 par le roi Stefan Uroš Ier, lui aussi inscrit sur la liste du patrimoine mondial, ou encore celui de Đurđevi Stupovi, qui, longtemps laissé à l'abandon, a été restauré et qui abrite un important ensemble de fresques,.

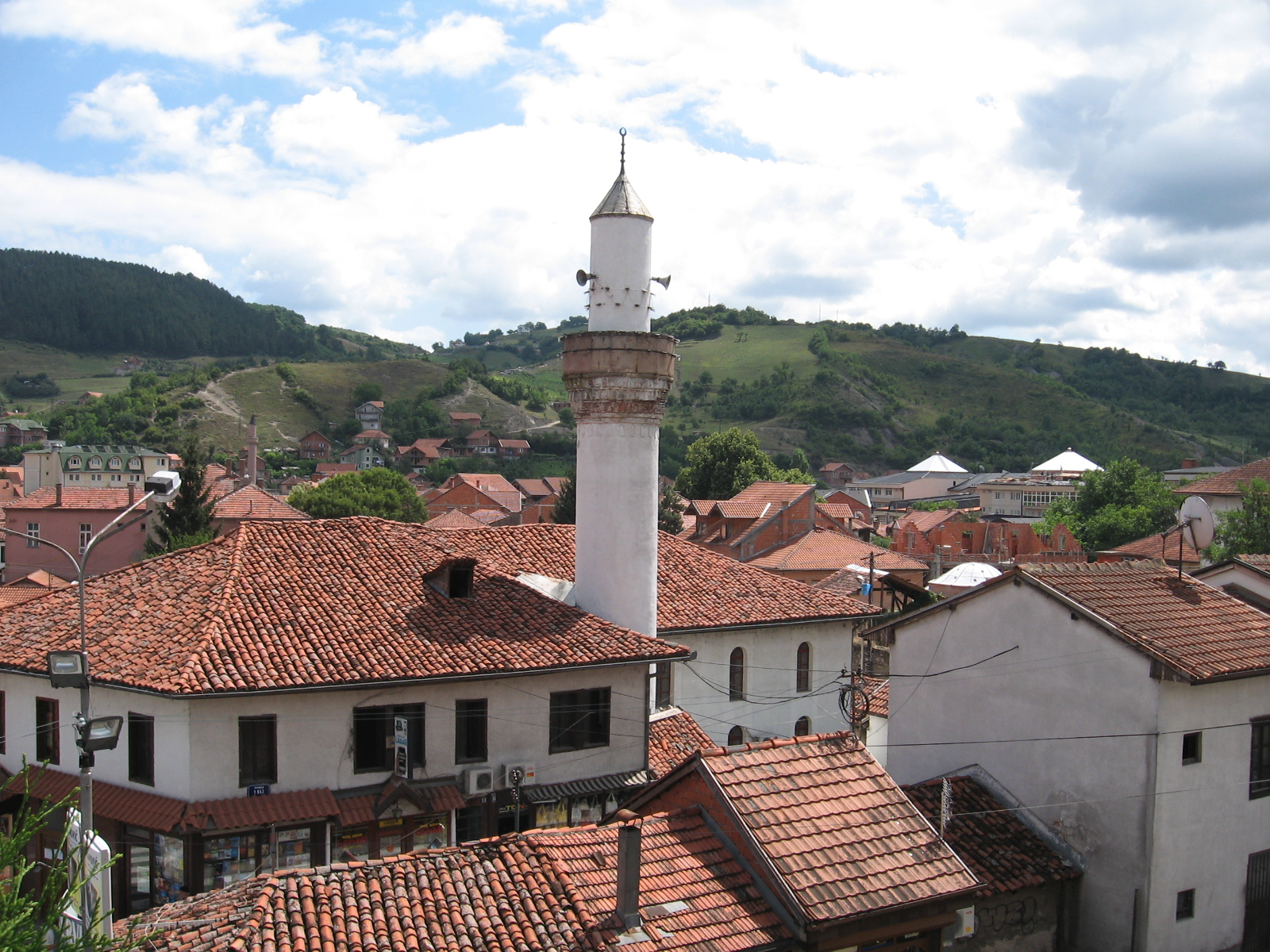
La mosquée Arap et la Vieille čaršija

La ville de Novi Pazar intra muros conserve de nombreux édifices datant de la période ottomane, notamment la Vieille čaršija (en serbe : Stara čaršija), un quartier ancien typique de l'urbanisme turc et dont la construction s'est effectuée du XVIIIe siècle au XXe siècle. L'ancienne forteresse présente aujourd'hui des vestiges du XVe siècle. Le han d'Amir-aga est un caravansérail construit au XVIIe siècle et qui présente une architecture typique de l'époque ottomane. La ville conserve également un vieux hammam, dont l'origine remonte au XVe siècle.
Novi Pazar abrite un grand nombre de mosquées, dont la mosquée Lejlek (en serbe : Lejlek džamija), qui date des XVe et XVIe siècles. La mosquée Altun-alem, quant à elle, a été construite dans la première moitié du XVIe siècle. La mosquée Hadži Hurem-Bor (en serbe : Hadži Huremova džamija) remonte à 1561 ; l'édifice et son cimetière sont aujourd'hui classés. La mosquée Kurt-Čelebi (Kurt-Čelebijina džamija) a été construite en 1837.
Certains cimetières ont eux aussi été classés en fonction de leur intérêt historique et architectural, comme le Veliko groblje-Parice, qui date du XVIe siècle ou le cimetière Gazilar (groblje Gazilar), qui abrite un turbe, une tombe monumentale ottomane datant du XVIIe siècle. Le cimetière juif (Jevrejsko groblje) a été classé pour son ensemble de tombes du XVIIe siècle.
L'église Saint-Nicolas de Novi Pazar a été édifiée au milieu du XIXe siècle. Le bâtiment qui abrite le aujourd'hui le musée Ras Novi Pazar, a été construit en 1868. Le bâtiment du Palais de justice date du XXe siècle. Le bâtiment administratif Uniprom, situé dans la rue Stefan Nemanja, a été construit en 1911.

## Culture
Le musée Ras Novi Pazar (en serbe : Muzej Ras) de Novi Pazar est l'une des institutions culturelles les plus importantes de Novi Pazar. Son origine remonte à 1952,. Il présente des collections d'archéologie avec des objets datant de la Préhistoire, de l'Antiquité classique, de la période byzantine et du Moyen Âge. Il abrite aussi des collections d'histoire, comportant des armes, des médailles, des bustes et toutes sortes de photographies et de documents, ainsi qu'une collection de numismatique et d'ethnologie. La galerie de peintures présente des œuvres des XIXe et XXe siècles et d'ethnologie.
Les archives historique Ras (Istorijski arhiv Ras) ont été créées en 1948. La Bibliothèque nationale Dositej Obradović, quant à elle, remonte à 1957.
Le Théâtre régional de Novi Pazar (Regionalno pozorište Novi Pazar) a ouvert ses portes en 2003, avec une troupe de sept acteurs : Lemana Bećirović, Anđela Marić, Sandra Miljković, Rifat Rifatović, Dušan Živanić, Haris Šećerović et Albin Salihović. Le centre culturel de Novi Pazar (Kulturni centar Novi Pazar) a été créé en 1963, en même temps que l'Université ouvrière de la ville,.
Parmi les manifestations culturelles de la ville de Novi Pazar, on peut citer le Festival des chœurs de la jeunesse FOHS (en serbe : Festival omladinskih horova Srbije FOHS), le Festival de musique Stari Grad (Muzički Festival Stari Grad), créé en 2004, la colonie d'Art « Inspiration des artistes du Sandžak » (Likovna kolonija Sandžak inspiracija umetnika), la colonie d'Art « Vues de Sopoćani » (Likovna kolonija Sopoćanska viđenja) ou le Salon artistique de la jeunesse (Likovni salon mladih).

## Éducation
Novi Pazar possède un système scolaire complet, allant de l'école maternelle à l'université.
La ville intra muros dispose de trois établissements d'enseignement pré-scolaire (en serbe : predškolsko obrazovanje), écoles maternelles ou crèches, qui accueillent environ 1 450 enfants ; en revanche, sur le territoire de la Ville (ex-municipalité), essentiellement rural, aucun service de ce genre n'est proposé à la population.
Novi Pazar intra muros abrite 6 écoles élémentaires (osnovne škole) : l'école Bratstvo (« Fraternité »), l'école Jovan Jovanović Zmaj, l'école Rifat Burdžević Tršo, l'école Vuk Karadžić, l'école Stefan Nemanja et l'école Desanka Maksimović ; tous ces établissements accueillent 8 882 enfants. Cinq autres écoles élémentaires sont réparties dans les zones rurales : l'école Aleksndar Stojanović-Leso à Deževa, l'école Đura Jakšić à Trnava, l'école Rastko Nemanjić Sava à Dojeviće, l'école Jošanica à Lukare et l'école Dositej Obradović à Osaonica, le tout représentant 2 968 élèves. En dehors de ces établissements généraux, on peut encore citer l'école de musique Stevan Mok-ra-njac (Muzička škola Stevan Mok-ra-njac), qui accueille 396 élèves, et l'école spéciale de Novopazarska banja.
Les établissements d'étude secondaires (srednje škole) sont tous situés dans la ville intra muros. Parmi ces établissements figurent le lycée de Novi Pazar (Gimnazija Novi Pazar), l'école économique et commerciale (Ekonomsko-trgovinska škola), l'école technique (Tehnička škola), l'école de design pour le textile et le cuir (Škola za dizajn tekstila i kože) et l'école de médecine (Medicinska škola).

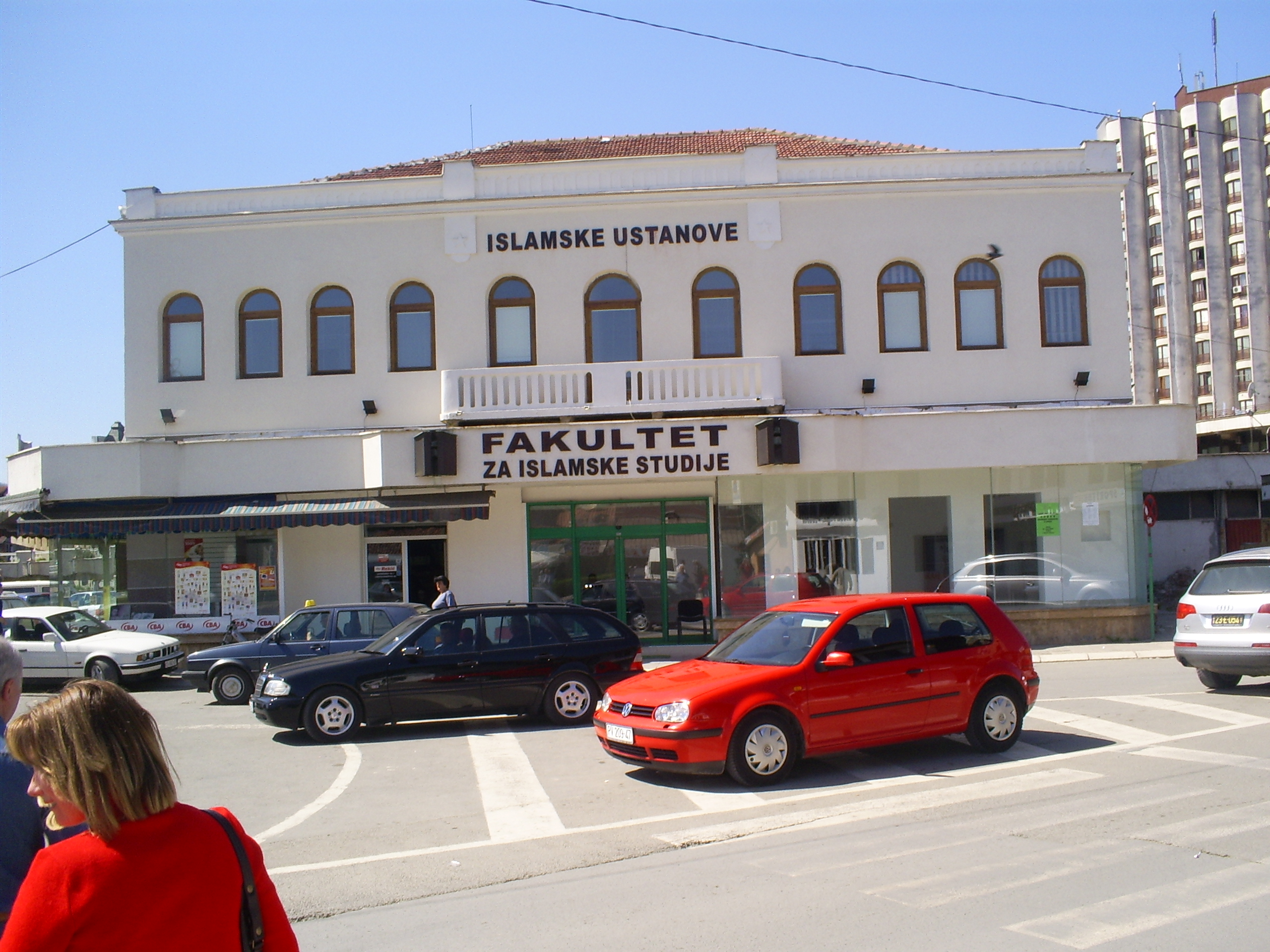
La faculté d'études islamiques de Novi Pazar

L'université de Novi Pazar a été créée en 2006 et elle a commencé à donner des cours pendant l'année scolaire 2006-2007 ; elle est divisée en 6 départements : sciences juridiques et économiques, sciences philosophiques et philologiques, mathématiques, physique et science de l'information, sciences biochimiques et médicales, sciences techniques, département des Arts. L'université internationale de Novi Pazar a été créée en 2002 à la demande de la majorité musulmane de la région et avec le soutien de Zoran Đinđić, le premier ministre serbe de l'époque ; l'institution a pris la forme d'un waqf (vakuf), une sorte de fondation mêlant capitaux publics et privés ; elle est divisée en plusieurs départements : philosophie, informatique, psychologie et pédagogie, droit, économie et art ; elle possède désormais plusieurs antennes, à Niš, à Pančevo, à Subotica et à Belgrade.
Novi Pazar possède encore une faculté d'études islamiques (en serbe : Fakultet za islamske studije ; en abrégé : FIS). Cette institution perpétue la tradition de l'enseignement islamique dans la région du Sandžak et notamment celle donnée dans la médersa d'Isa-beg Išaković au XVe siècle ; elle a été créée en 2001, à l'initiative de la communauté islamique du Sandžak (Mešihat Islamske zajednice Sandžaka),. Le but de la faculté est d'organiser l'enseignement et la recherche scientifique dans les études islamiques et de promouvoir la pensée islamique, la connaissance et l'éducation au sein de la communauté islamique. La faculté propose plusieurs sections : étude de la pédagogie religieuse, études d'orientalistique, da'wa et médias, charî'a, Coran et sunna et religion coranique et religion comparée.

## Sport
Novi Pazar possède un important club de football, le FK Novi Pazar, fondé en 1928. D'autres clubs sportifs sont également installés dans la ville ou sur son territoire, comme le club de football FK Jošanica, le club de handball RK Ras et le club de volley-ball OK Novi Pazar etc. On peut également y trouver des associations pour pratiquer la natation, le tennis, l'athlétisme, le ski, l'alpinisme, le parapente ou la pêche sportive mais aussi la boxe, le kick boxing, le judo, l'aïkido ou le karaté.
Novi Pazar accueille régulièrement des manifestations sportives, comme les Jeux du Sandžak (en serbe : Sandžačke igre), créés dans les années 1950 comme un symbole de tolérance dans une Yougoslavie multi-ethnique et multi-nationale, la Course de rue du Ramadan (Ramazanska ulična trka) ou le Tournoi de football du Ramadan (Ramazanski turnir u malom fudbalu). Le Mémorial Safet Mavrić Ćako est organisé chaque année du 10 au 13 août pour célébrer le souvenir de ce sportif considéré comme une légende à Novi Pazar.
Le Centre de sport et de loisirs (Sportsko-rekreativni centar) est une des infrastructures sportives les plus importantes de la ville ; on y trouve des terrains de football, des courts de tennis, des terrains de basket-ball, de volley-ball et de handball, ainsi qu'une piscine olympique et un parcours de santé long de 904 m. La Salle de sport de Novi Pazar (Novopazarska hala sportova) est un ensemble omnisports ; la grande salle peut accueillir 2 000 spectateurs ; ce centre abrite également une petite salle, un centre pour les médias, un restaurant buffet, une salle pour les arts martiaux et un centre de fitness. Parmi les autres infrastructures de la ville, on peut citer le Stade municipal de Novi Pazar (Gradski stadion Novi Pazar), qui a une capacité de 12 000 places et qui, entre autres, accueille les matchs du FK Novi Pazar, le Stade de football Šutenovac (Fudbalski stadion Šutenovac), le Stade de football Novopazarska banja (Fudbalski stadion Novopazarska banja) et le Centre de ski Golija (Ski centar Golija).

## Économie
Novi Pazar tire ses ressources essentiellement de l'agriculture et de l'industrie textile.
La Ville est le plus souvent vallonné ou montagneux. En revanche, les terres utilisées pour l'agriculture représentent 36 270 ha, soit près de la moitié de son territoire. La plus grande partie de cet espace est constitué de champs ou de prairies, le tout représentant 70,85 % de l'espace agricole, dont 41,30 % de pâturages, soit 14,981 ha et 23,77 % de terres arables, soit 8 620 ha. Les vergers couvrent une superficie de 1 952 ha. En 2007, la Ville comptait 2 148 fermes.
Novi Pazar intra muros est une cité industrielle. Parmi les entreprises les plus importantes de la ville, on peut citer la société Sloga, qui produit des briques et des tuiles d'argile. La société Novi Pazar put est spécialisée dans le domaine du génie civil, avec la construction et l'entretien de routes et de divers ouvrages d'art et Polet dans la boulangerie-pâtisserie.
La ville possède beaucoup d'autres entreprises, comme Ukras (construction), Deževa nameštaj (industrie manufacturière), Minel Rastavljači (équipements électriques et optique), Raška (textile), Sandžaktrans (immobilier), Razvitak, Jošanica, Uniprom et Sloboda (commerce), Sandžaktrans ugostiteljstvo 15. maj (hôtellerie-restauration) etc.

## Tourisme

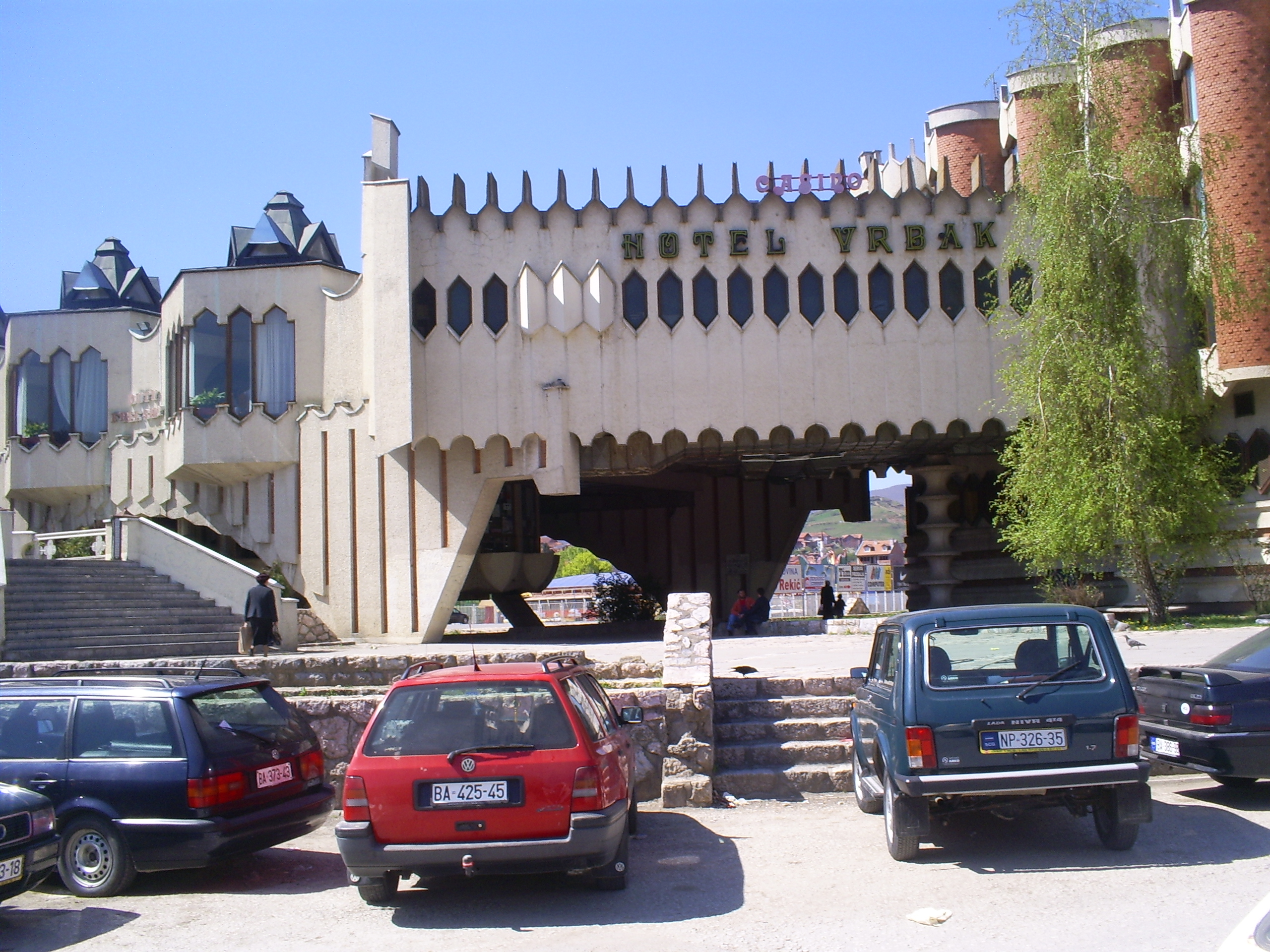
L'hôtel Vrbak à Novi Pazar

L'Office du tourisme de Novi Pazar a été créé en 2006 et centralise les informations disponible pour les visieurs. La ville offre quelques possibilités d'hébergement, notamment l'hôtel Vrbak, construit en 1977 dans un style contemporain orientalisant.
La station thermale de Novi Pazar, Novopazarska Banja, située à environ 2 km au nord de la ville intra muros, possède des eaux minérales qui jaillissent à une température comprise entre 15 et 52 °C ; elle dispose d'un institut où l'on soigne les rhumatismes, les traumatismes liés à des blessures ou certaines maladies propres aux femmes,. Rajčinovića Ba-nja est une autre petite station thermale située à proximité de la ville.
La ville peut constituer un point de départ pour la visite des monts Zlatar, Kopaonik et Golija, qui abritent de nombreux sites naturels et sont propices pour la randonnée, la chasse ou la pêche. Les monts Kopaonik sont également équipés pour le ski.
Les amateurs d'histoire et de monuments anciens pourront visiter le vieux Novi Pazar et ses édifices ottomans, ainsi que les vestiges de l'ancienne ville médiévale de Ras et les monastères orthodoxes serbes de Sopoćani et de Đurđevi Stupovi. D'autres sites de la ville de Novi Pazar sont classés sur la liste des monuments culturels de Serbie, comme les ruines de Gradina, situées près du hameau de Postanje, ou les ruines de la forteresse de Jeleč, près du hameau de Grubetić Vojkoviće. De nombreuses églises orthodoxes serbes des environs de Novi Pazar sont également classées. L'église des Saints-Pierre-et-Paul de Pope a été construite entre 1650 et 1651, l'église Sainte-Marine de Dojinoviće a été édifiée dans la première moitié du XVIIe siècle, l'église Saint-Nicolas de Štitari au milieu du XVIIe siècle, l'église Saint-Dimitri de Janačko Polje a été construite au milieu du XVIIe siècle et l'église Saint-Lazare de Živalići a été édifiée entre 1624 et 1625. On peut encore citer l'église Saint-Lazare de Purće.

## Médias
Parmi les quotidiens publiée à Novi Pazar, on peut signaler les Sandžačke Novine, les « Nouvelles du Sandžak » et leur version internet Sandžačke Internet Novine. Toujours sur internet, on peut encore citer le site Sandzaknews.com ou les Elektronske novine-Sandžak PRESS (« Nouvelles électroniques-Sandžak PRESS »). Tous ces organes de presse représentent la voix des Musulmans de la région. L'hebdomadaire Glas Sandžaka, la « Voix du Sandžak » créé en 2006 et qui émane d'une association culturelle de la diaspora du Sandžak, est également publié dans la ville.
La station Radio Novi Pazar a commencé à émettre en 1972 et, pendant trente ans, elle est restée la seule structure de ce genre dans le Sandžak ; elle est aujourd'hui complétée par une chaîne de télévision régionale, l'ensemble portant le nom de RTV Novi Pazar.

## Transports

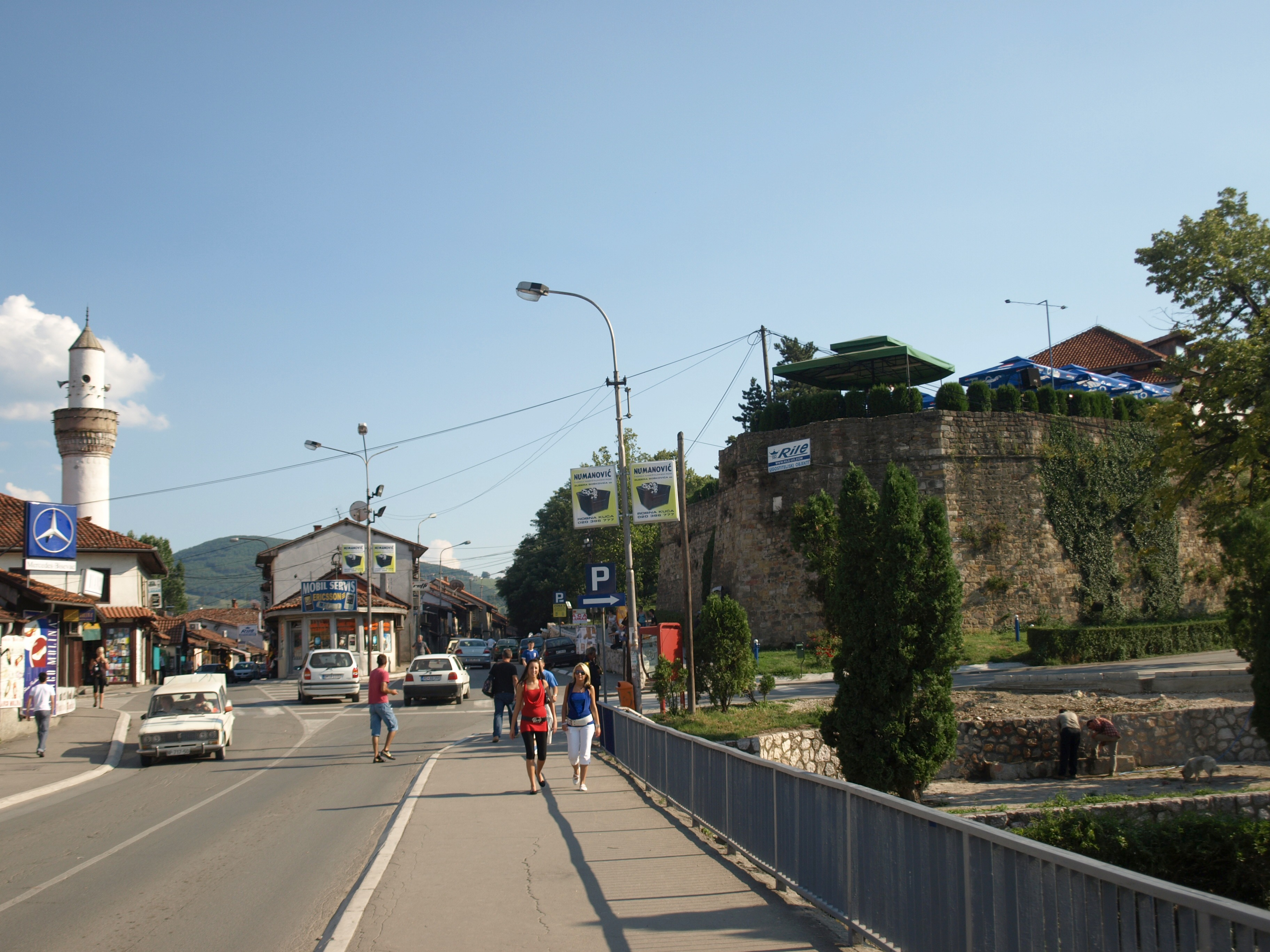
Pont sur la Raška, avec une vue sur la Vieille čaršija (à gauche) et sur la forteresse (à droite).

Novi Pazar est situé au carrefour des routes nationales serbes 8 et 22. La route 8, en direction du nord-ouest, conduit à Sjenica et à Prijepolje. La route 22, orientée nord-sud, conduit à Raška et, au-delà, à Kraljevo, au nord, où elle rejoint la route européenne E761 ; au sud, elle rejoint la route européenne E65-E80 au niveau du village de Ribariće (dans la municipalité voisine de Tutin). Une route régionale conduit directement de Novi Pazar à Kosovska Mitrovica (Mitrovica) au Kosovo, en traversant les monts Rogozna.

## Personnalités
Rasim Ljajić, un homme politique serbe, président du Parti démocratique du Sandžak, qui défend les intérêts des Bosniaques de la région de Novi Pazar, est né dans la ville en 1964. Šefket Krcić, président de l'Association des philosophes de Serbie, ou Semiha Kaçar, présidente du comité du Comité du Sandžak pour la protection des droits de l'homme et de la liberté, en son originaires. Dans le domaine de la musique, Elma Sinanović, une chanteuse serbe populaire, y est née en 1974 et Emina Jahović, une chanteuse et auteur-compositeur-interprète, en 1982. La ville a vu naître de nombreux sportifs comme le joueur de basket-ball Mirsad Türkcan, joueur de basket-ball, né en 1976, les joueurs de volley-ball Mladen Majdak (né en 1981) et Aleksandar Milivojević (né en 1983), ainsi que les footballeurs Abdullah Gegiç (né en 1924), Mithat Dukadjinac (né en 1978), Almir Gegič (né en 1979), Sead Hadžibulić (né en 1983), Adem Ljajic (né en 1991) et Lazar Pajović (né en 1991).
L'écrivain, poète et journaliste Enes Halilović est né dans la ville en 1977.

## Coopération internationale
Novi Pazar a signé des accords de partenariat avec les villes suivantes :
- Düzce (Turquie)[129].